# Thief
Thief är en serie datorspel med fyra delar hittills (Thief: The Dark Project, Thief II: The Metal Age, Thief: Deadly Shadows och Thief). Spelserien ägs av Eidos men har utvecklats av Looking Glass Studios (Thief: The Dark Project, Thief II: The Metal Age) och Ion Storm (Thief: Deadly Shadows). Spelserien blev känd för sitt annorlunda koncept som skiljer sig från andra spel. Konceptet som bland annat kom att kallas sneaker eller sneak em up (smygarspel på svenska) bygger på att spelaren måste klara sig genom spelet genom att smyga sig fram och hålla sig dold snarare än att storma igenom banorna som i många andra spel vid den tiden.
De två första spelen i serien släpptes endast till PC, den tredje släpptes till PC och Xbox, medan det senaste släpptes till PC, Playstation 3, Playstation 4, Xbox 360 och Xbox One.

## Handlingen i stort
Här följer handlingen i spelserien.

### The Dark Project
Spelets huvudperson Garrett växte upp som föräldralös i staden (som endast kallas The City) och fick stjäla till sig mat fram till den dag då han fick möjligheten att gå med The Order of the Keepers (eller bara Keepers), en möjlighet som han tog. Innan han blev färdig med sin träning till Keeper bröt han sig dock fri och startade en ny karriär som tjuv. Snart hade han förtjänat sig titeln mästertjuv (masterthief).
Efter några mindre uppdrag får Garrett kontakt med en man som kallar sig Constantine och som har ett viktigt uppdrag åt Garrett. Uppdraget gäller en magisk artefakt kallad The Eye som Garrett blir lovad en stor belöning för att stjäla. När han återvänder med artefakten visar det sig att han blivit förrådd och Constantine visar sig vara den gud som av den religiösa gruppen Pagans kallas Trickster eller Woodsie lord och som planerar att använda artefakten i en ondskefull ritual. Av en annan religiös orden kallad The Order of the Hammer (Hammers, Hammerites) som han tidigare haft en fientlig relation till får han nu hjälp att stoppa Trickster innan det är för sent.

### The Metal Age
Garrett tvingas efter mindre incidenter skjuta upp sina planer på att gå i pension. Snart får han problem med City Watch och dess nya ledare sheriff Truart. Garrett luras i en fälla där han nästan blir mördad och den som planerat det hela visar sig vara sheriff Truart. Garrett försöker få reda på vem som lejt Truart att mörda honom. På vägen slår han sig samman med sina tidigare fiender The Pagans. De skyldiga visar sig vara en ny gren av The Order of the Hammer som kallar sig The Mechanists och som leds av profeten Karras. Karras visar sig ha en ondsint plan som han ska utföra i guden The Builders namn, men stoppas av Garrett.

### Deadly Shadows
Garrett utför några mindre brott då han kontaktas av The Order of the Keepers. Det visar sig att Keepers har funnit en profetia där Garret spelar en betydande roll (liksom i de tidigare spelen). The Keepers använder sig av Garret för att samla ihop fem artefakter som ska vara viktiga för händelserna profetian talar om. Snart blir Garret förrådd av The Keepers, men det visar sig också att The Keepers själva har blivit förrådda. En urgammal kvinna som livnärt sig som vampyr på andra levande varelser har nästlat sig in i The Order of the Keepers och har livnärt sig på dess medlemmar. När hon blir påkommen blir hon öppet fientlig mot dem och Garrett.
Med hjälp av de fem artefakterna Garrett tidigare samlat in aktiverar han en urgammal Glyph (magi i Thief-serien) som raderar ut alla andra Glyphs och stoppar på så sätt kvinnan.

### Thief
Detta spel utspelar sig hundratals år efter de tidigare spelen.